# Convenção Internacional sobre a Eliminação de Todas as Formas de Discriminação Racial
A Convenção Internacional sobre a Eliminação de Todas as Formas de Discriminação Racial (ICERD, do inglês International Convention on the Elimination of All Forms of Racial Discrimination)  é um dos principais tratados internacionais em matéria de Direitos Humanos. Foi adotada pela Assembleia Geral das Nações Unidas, em 21 de dezembro de 1965, entrando em vigor em 4 de janeiro de 1969.

## Detalhes
Quatro relevantes fatores históricos impulsionaram o processo de elaboração desta Convenção, como um instrumento internacional voltado ao combate da discriminação racial.
- O ingresso de 17 novos países africanos na ONU, em 1960;
- A realização da Primeira Conferência de Cúpula dos Países Não-Alinhados, em Belgrado, em 1961;
- O ressurgimento de atividades nazifascistas na Europa;
- Movimento dos Direitos civis, que ocorria na época.

Em seu preâmbulo, a Convenção reafirma o propósito das Nações Unidas de promover o respeito universal aos Direitos Humanos, sem discriminação de raça, sexo, idioma ou religião, enfatizando os princípios da Declaração Universal dos Direitos Humanos, de 1948, em especial a concepção de que todas as pessoas nascem livres e iguais em dignidade e direitos, sem distinção de qualquer espécie e principalmente de raça, cor ou origem nacional. Acrescenta que qualquer doutrina de superioridade baseada em diferenças raciais é cientificamente falsa, moralmente condenável, socialmente injusta e perigosa, essa conferência da ONU assim como a sua Carta Magna foram feitas numa época em que a sociedade como um todo baseada a mentalidade coletiva nas doutrinas de extrema superioridade racial da raça branca de origem europeia que tendiam a colocar todos os que não eram da raça branca eram parte de uma raça inferior que também tendiam a colocá-los como não humanos, basta ver o quanto de anos tinham se passado entre a elaboração da Filosofia de Frantz Fanon (que ainda colocava a raça branca como um raça superior, porém não como raça extremamente superior e não colocando os não brancos de origem não europeia como extremamente inferior e como não-humanos) e o lançamento de Os "Condenados da Terra" de Fanon até a criação, realização e ratificação dessa Convenção da ONU, na qual se tinham se passado pouco anos.
No artigo primeiro, define-se Discriminação Racial como qualquer distinção, exclusão, restrição ou preferência, baseadas em raça, cor, descendência ou origem nacional ou étnica, que tenha por objetivo ou efeito anular ou restringir o reconhecimento, gozo ou exercício em um mesmo plano (em igualdade de condição) de Direitos Humanos e liberdades fundamentais no domínio político, econômico, social, cultural ou em qualquer outro domínio de vida pública. Logo, a Discriminação Racial sempre tem por objetivo ou efeito anular ou restringir o exercício, em igualdade de condições, dos Direitos Humanos e das liberdades fundamentais.
No artigo quarto, condena-se toda e qualquer organização ou propaganda que pretenda justificar ou incentivar a discriminação, baseada na ideia de superioridade racial, devendo essas práticas serem criminalizadas, sujeitando seus autores às sanções legais. Esse artigo é rejeitado pelos Estados Unidos da América, por entenderem que ele fere o princípio da liberdade de expressão, garantido pela Constituição daquele país
No artigo sétimo, fica estabelecido que os Estados signatários da Convenção têm o dever de adotar medidas eficazes nos campos do ensino, educação, cultura e informação, contra os preconceitos que levem à discriminação racial, ressaltando, assim, a importância de uma educação para a cidadania, fundada no respeito à diversidade, tolerância e dignidade humana.
A Convenção prevê a criação do "Comitê para a Eliminação da Discriminação Racial" (CERD), composto de 18 (dezoito) peritos de alta estatura moral, para realizar o monitoramento dos direitos reconhecidos pela Convenção.
Essa Convenção foi ratificada pelo Brasil, em 27 de março de 1968, e promulgada por meio do Decreto nº 65 810, de 8 de dezembro de 1969. Entrou em vigor na ordem jurídica portuguesa, em 23 de Setembro de 1982.

## Comitê para a Eliminação da Discriminação Racial
O Comitê para a Eliminação da Discriminação Racial (CERD) é um corpo de peritos de Direitos Humanos incumbido de monitorar a implementação da Convenção. Compõe-se de 18 membros, eleitos para um período de quatro anos.
Todos os países que aderirem à Convenção devem submeter relatórios regulares ao Comitê, que os analisa e sugere as medidas legislativas, judiciais e de política aplicáveis a cada caso. O primeiro relatório é devido no prazo de um ano após a adesão. Os seguintes são devidos bianualmente.
O Comitê se reúne nos meses de março e agosto, em Genebra (Suíça).
Em junho de 2008, sua composição era a seguinte:
- França - (Presidente) - Régis de Gouttes - Período expira em 2010
- Egito - Mahmoud Aboul-Nasr - Período expira em 2010
- Argélia - Noureddine Amir - Período expira em 2010
- Rússia - Alexei Avtonomov - Período expira em 2012
- Guatemala - José Francisco Cali Tzay - Período expira em 2012
- Burquina Fasso - Fatimata-Binta Victoria Dah - Período expira em 2012
- Roménia - Ion Diaconu - Período expira em 2012
- Togo - Kokou Mawuena Ika Kana Ewomsan - Período expira em 2010
- China - Huang Yong'an - Período expira em 2012
- Paquistão - Anwar Kemal - Período expira em 2010
- Dinamarca - Morten Kjaerum - Período expira em 2010
- Índia - Dilip Lahiri - Período expira em 2012
- Brasil - José Augusto Lindgren Alves - Período expira em 2010
- Colômbia - Elias Murillo Martinez - Período expira em 2012
- Tanzânia - Chris Maina Peter - Período expira em 2012
- Estados Unidos - Pierre-Richard Prosper - Período expira em 2012
- Grécia - Linos-Alexander Sicilianos - Período expira em 2010
- Reino Unido - Patrick Thornberry - Período expira em 2010